# Larandeicus
Larandeicus is een geslacht van rechtvleugeligen uit de familie krekels (Gryllidae). De wetenschappelijke naam van dit geslacht is voor het eerst geldig gepubliceerd in 1937 door Lucien Chopard.

## Soorten
Het geslacht Larandeicus omvat de volgende soorten:
- Larandeicus bicolor Chopard, 1937
- Larandeicus gryllocephalus Chopard, 1934